# Kapiteinschap

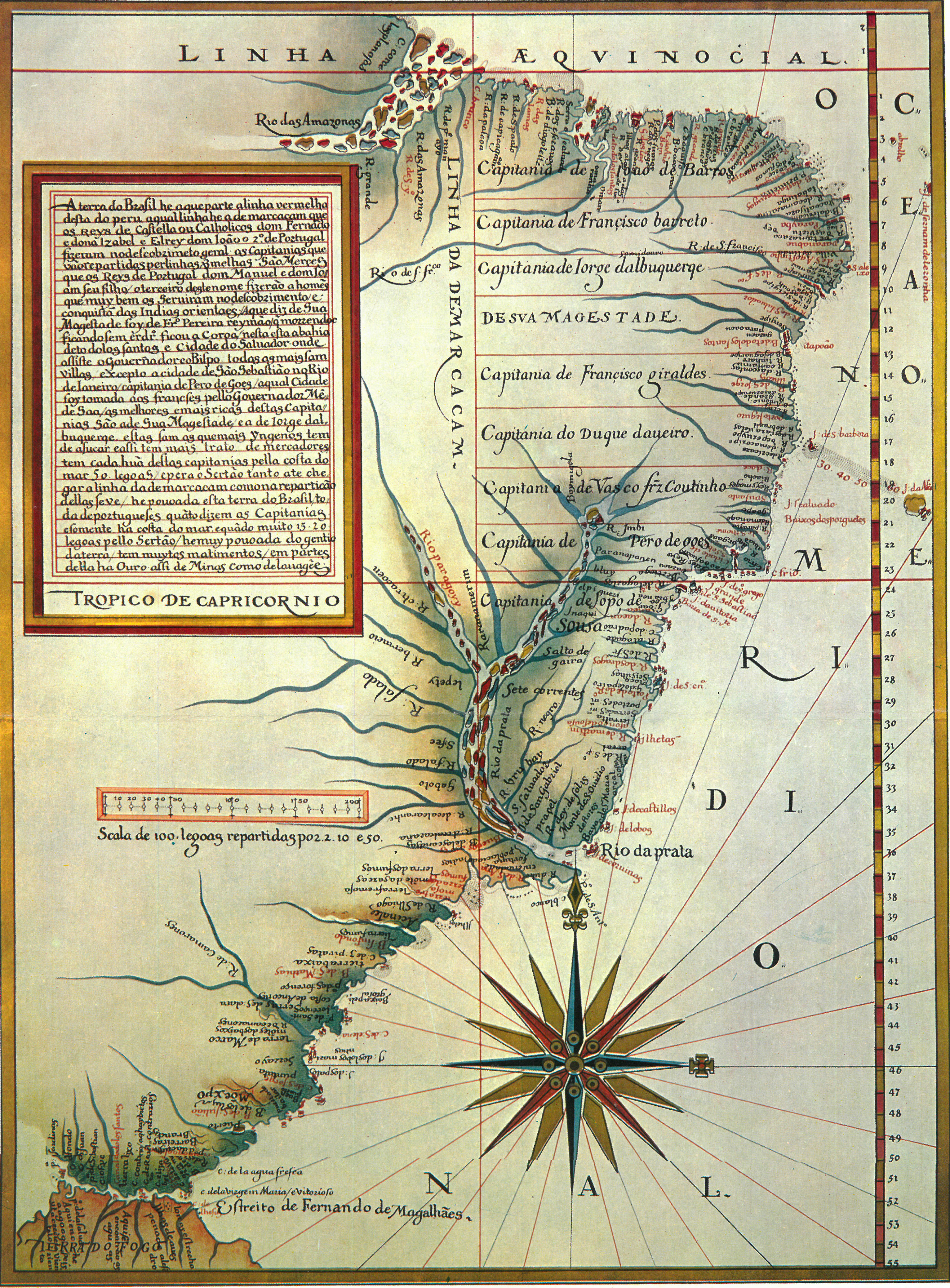
Kapiteinschappen in Brazilië in 1586, door Luís Teixeira

De kapiteinschappen (Portugees: capitanias) waren door Portugal ingesteld om hun uitgebreide koloniale rijk te kunnen besturen. De Kroon had namelijk te weinig middelen om dit zelf te kunnen doen. Daarom deelde zij de koloniën in in kapiteinschappen, en gaf deze in beheer aan particulieren om het land te ontginnen. Hoewel de begunstigden het land niet in eigendom hadden, konden ze het aan hun kinderen laten overerven. Het systeem is vooral belangrijk geweest in Brazilië. De kapiteinschappen hebben bestaan vanaf het begin van de 16e eeuw tot aan 1759, toen ze door de Markies van Pombal werden afgeschaft.

## Aanleiding

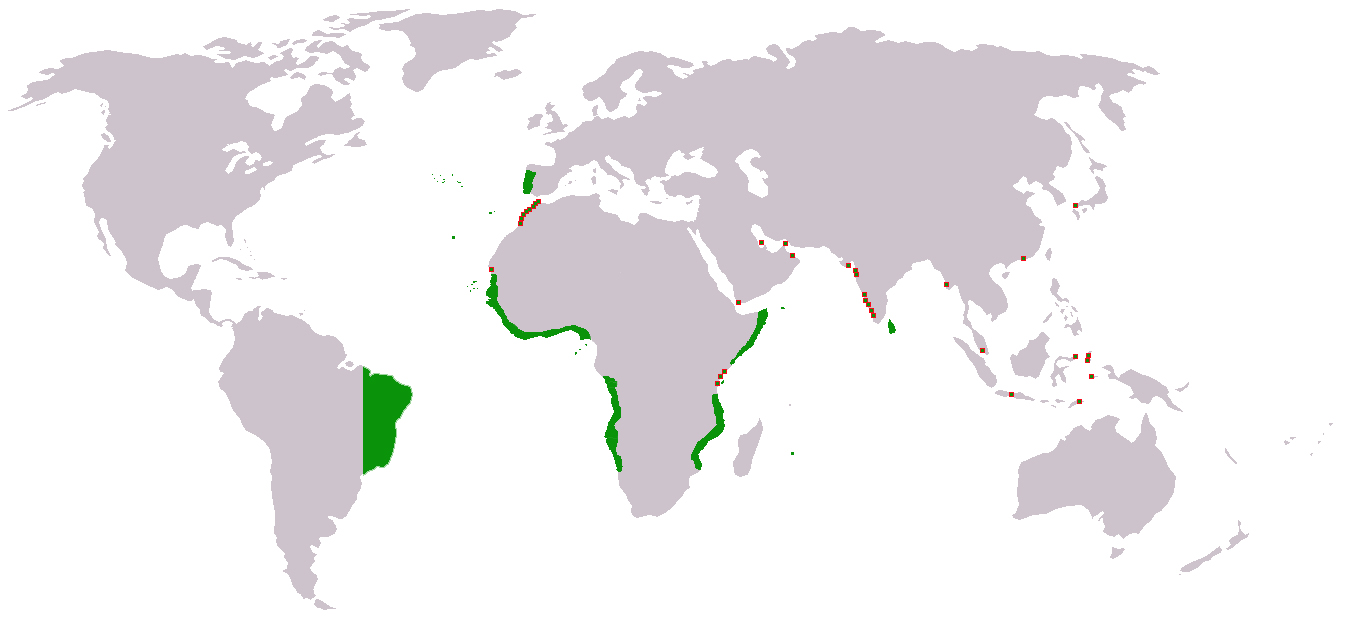
Kaart van het Portugese Rijk tijdens de regering van Johan III

Het systeem van de kapiteinschappen was al succesvol geweest in de eilandkoloniën Madeira en Kaapverdië. Daarom gaf koning Emanuel I op 16 februari 1504 het eiland São João per Koninklijke brief in beheer aan Fernando de Noronha. Dit eiland wordt tegenwoordig naar hem Fernando de Noronha genoemd. Hij kreeg een contract om daar brazielhout te exploiteren. Hiermee werd het Kapiteinschap van São João gesticht. Fernando de Noronha heeft in de praktijk echter niets met het eiland gedaan.
Toch besloot Portugal ook het Braziliaanse vasteland te kolonialiseren. Hier waren verschillende redenen voor:
- Kapers, met name uit Frankrijk, roofden brazielhout aan de Braziliaanse kust.
- De edelman Cristóvão Jacques voerde expedities uit om hen te bestrijden. Hij behandelde zijn gevangenen echter op zo'n beestachtige manier, dat dit een diplomatiek incident met Frankrijk tot gevolg had.
- De handel in het Verre Oosten liep terug, waardoor Portugal nieuwe inkomsten nodig had.

Tussen 1530 en 1532 werd er een nieuwe expeditie naar Brazilië uitgevoerd door de edelman Martim Afonso de Sousa. Hoewel hij maar weinig middelen tot zijn beschikking had, was deze expeditie erg succesvol. Zijn beschermheer António de Ataíde, graaf van Castanheira haalde daarna koning Johan III over om Brazilië te koloniseren en het land in kapiteinschappen te verdelen.
Daarop gaf de koning tussen 1534 en 1536 twaalf kapiteinschappen in beheer aan de kust van Brazilië. Deze bestonden uit rechte stroken in oost-westelijke richting, die liepen van de Atlantische Oceaan tot aan de demarcatielijn die was vastgelegd in het Verdrag van Tordesillas.

## Eerste kapiteinschappen in Brazilië

Kapiteinschappen van Brazilië in 1534

De twaalf begunstigden waren leden van de lagere adel van Portugal. Zeven van hen hadden zich onderscheiden in de campagnes in Afrika en Indië, vier waren hoge functionarissen van het hof en een was een vertrouweling van Martim Afonso de Sousa.
De originele kapiteinschappen waren, van noord naar zuid:
| Kapiteinschap               | Grenzen (bij benadering)                               | Begunstigde                      |
| --------------------------- | ------------------------------------------------------ | -------------------------------- |
| Maranhão (eerste sectie)    | Marajó (PA) tot de monding van de Gurupi (PA/MA)       | João de Barros en Aires da Cunha |
| Maranhão (tweede sectie)    | Monding van de Gurupi (PA/MA) tot aan de Parnaíba (PI) | Fernando Álvares de Andrade      |
| Ceará                       | Parnaíba tot aan Fortaleza (CE)                        | Antônio Cardoso de Barros        |
| Rio Grande                  | Fortaleza tot aan Baía da Traição (PB)                 | João de Barros en Aires da Cunha |
| Itamaracá                   | Baía da Traição tot aan Igaraçu (PE)                   | Pero Lopes de Sousa              |
| Pernambuco                  | Igaraçu tot de monding van de São Francisco (AL/SE)    | Duarte Coelho Pereira            |
| Allerheiligenbaai           | Monding van de São Francisco tot aan Itaparica (BA)    | Francisco Pereira Coutinho       |
| Ilhéus                      | Itaparica tot aan Comandatuba (BA)                     | Jorge de Figueiredo Correia      |
| Porto Seguro                | Comandatuba tot aan Mucuri (BA)                        | Pero do Campo Tourinho           |
| Espírito Santo              | Mucuri tot aan Cachoeiro de Itapemirim (ES)            | Vasco Fernandes Coutinho         |
| São Tomé                    | Cachoeiro de Itapemirim tot aan Macaé (RJ)             | Pero de Góis                     |
| São Vicente (eerste sectie) | Macaé tot aan Caraguatatuba (SP)                       | Martim Afonso de Sousa           |
| Santo Amaro                 | Caraguatatuba tot aan Bertioga (SP)                    | Pero Lopes de Sousa              |
| São Vicente (tweede sectie) | Bertioga tot aan Cananéia/Ilha do Mel (PR)             | Martim Afonso de Sousa           |
| Santana                     | Cananéia/Ilha do Mel tot aan Laguna (SC)               | Pero Lopes de Sousa              |

## Bestuur

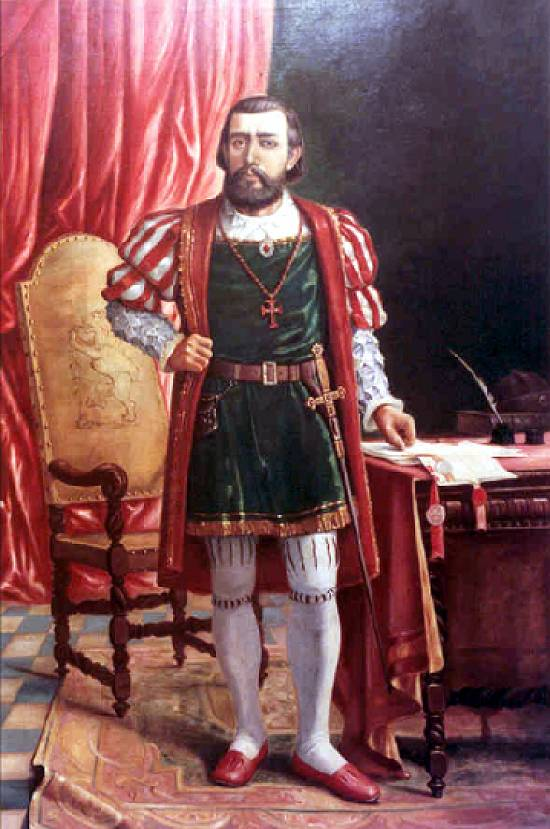
Martim Afonso de Sousa, door Benedito Calixto

De begunstigde (donatário) was de hoogste autoriteit van het kapiteinschap. Hij had de opdracht om het gebied met zijn eigen middelen te ontwikkelen, hoewel het niet zijn eigendom was. De juridische verplichtingen tegenover de koning van Portugal werden vastgelegd in twee documenten: de Schenkingsbrief en de Foral.
Schenkingsbrief
De Schenkingsbrief (Carta de Doação) droeg het beheer over het land over aan de begunstigde. Hij kon het laten overgaan op zijn erfgenamen, maar hij kon het niet verkopen. De eerste 30 mijl vanaf de kust kreeg hij in bezit, de zogenaamde sesmaria. Hij moest dorpen stichten, het land verdelen aan wie het wilde bewerken, en engenho's bouwen voor de verwerking van suikerriet.
Hij oefende de volledige macht uit op juridisch en administratief gebied. Hij benoemde ambtenaren en oefende het recht uit. Hij kon zelfs de doodstraf opleggen aan slaven, inheemsen en vrije mensen.
Hij had enkele rechten: vrijstelling van belastingen, hij mocht slaven en inheemsen verkopen. Verder kreeg hij een deel van de opbrengst van het land die bestemd was voor de Kroon. Hij mocht inheemsen tot slaaf maken en hen verplichten om op het land te werken of hen als slaaf naar Portugal sturen, tot een maximum van 30 per jaar.
Foral
De Foral bepaalde de rechten en plichten in meer detail. Hierin werd vooral vastgelegd hoeveel belasting de kolonisatoren moesten betalen. Ook legde het vast wat van de begunstigde was, en wat van de Kroon. Als er metalen of edelstenen gevonden werden, was 20% voor de Kroon en 10% voor de begunstigde. De Kroon behield het monopolie op de handel in brazielhout en specerijen. De begunstigde kon stukken land weggeven aan christenen die het wilden verdedigen en bewerken.

## Problemen
In economisch opzicht zijn de kapiteinschappen niet erg succesvol geweest. Slechts de kapiteinschappen van Pernambuco en São Vicente hebben relatieve welvaart bereikt. Pernambuco heeft veel voordeel gehad van de suikerrietteelt, en in São Vicente hebben de bandeirantes in het binnenland metalen en edelstenen ontdekt. Hun kapiteins, Duarte Coelho en de vertegenwoordigers van Martim Afonso de Sousa zijn er ondanks alle problemen in geslaagd om de kolonisten te behouden en verbonden te sluiten met de inheemse bevolking.
Het relatieve falen van de andere kapiteinschappen is zeker een rem geweest op de ontwikkeling van Brazilië. De moeilijkheden waren groter dan de begunstigden konden voorzien. Sommige van hen hebben niet eens het land in bezit genomen. De belangrijkste problemen waren:
- De aanpassing aan de klimaats- en levensomstandigheden, die erg verschillend waren van Europa.
- De hoge investeringskosten, die niet meteen opbrengst opleverden.
- Het gebrek aan menskracht om het land te ontwikkelen.
- Gevechten met de inheemse bevolking. Deels werden deze veroorzaakt door het foutieve idee dat de inheemsen aan kannibalisme deden.
- Interne ruzies en moeilijkheden met de rechtspraak.
- Gebrek aan communicatie en samenwerking, door de enorme afstanden tussen de kapiteinschappen onderling en met het moederland.
- Gebrek aan een centrale regering die de kapiteinschappen kon ondersteunen in economie, rechtspraak, veiligheid...

Wel hebben de kapiteinschappen voldaan aan het oorspronkelijke idee om het land voor Portugal in bezit te houden. Zo werd het fundament voor de kolonialisering van Brazilië gelegd. Deze was gebaseerd op grootgrondbezit, monocultuur en slavenarbeid.

## Latere kapiteinschappen

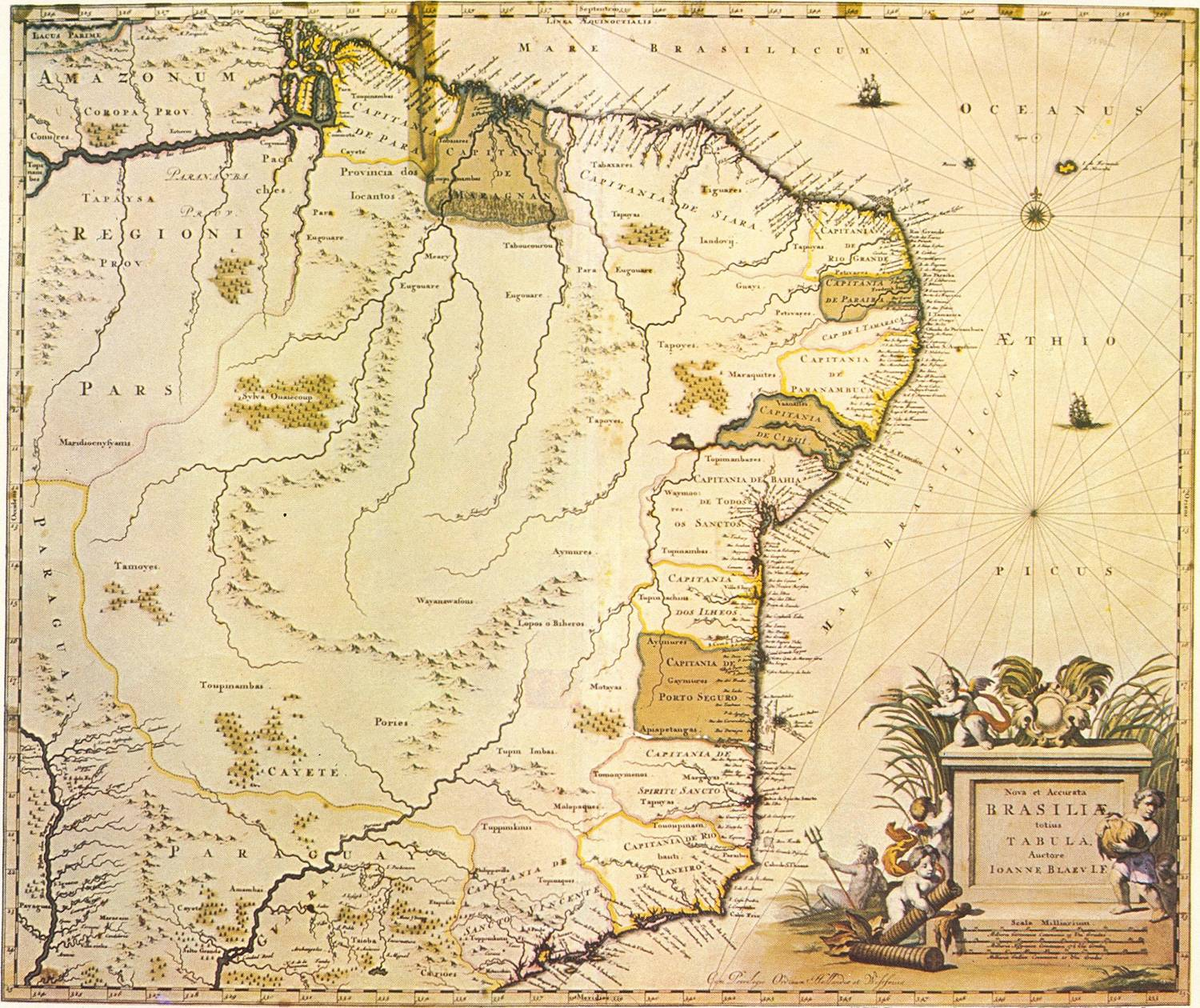
Kaart uit 1640 met verschillende nieuwe kapiteinschappen, door Joan Blaeu

In de loop van de tijd is de indeling in kapiteinschappen op verschillende plaatsen veranderd, met name door de moeilijkheden om de kapiteinschappen te besturen:
- Het kapiteinschap Allerheiligenbaai werd na de dood van de begunstigde door zijn weduwe aan de Kroon verkocht, om hier de hoofdstad Salvador te kunnen vestigen.
- De eerste sectie van het kapiteinschap São Vicente had maar weinig bewoners. Hierdoor werd het door de Fransen aangevallen tussen 1555 en 1567. Later werd het opnieuw gecreëerd onder de naam Rio de Janeiro.
- Het kapiteinschap Itamaracá werd achtergelaten door de begunstigde. In 1574 werd het opnieuw gecreëerd onder de naam Paraíba.

Ook werden er nieuwe kapiteinschappen gecreëerd. De kapiteinschappen die met ° gemerkt zijn hebben te maken met de verovering van het Noorden van Brazilië door de Portugezen:
| Kapiteinschap                   | Begunstigde                                | Jaar |
| ------------------------------- | ------------------------------------------ | ---- |
| Ascenção (Trindade)             | Belchior Carvalho                          | 1539 |
| Itaparica                       | António de Ataíde                          | 1556 |
| Paraguaçu (Recôncavo da Bahia)  | Álvaro da Costa                            | 1556 |
| Tapuitapeira° (Cumá/Cumã)       | Antônio Coelho de Carvalho                 | 1633 |
| Cametá°                         | Feliciano Coelho de Carvalho               | 1620 |
| Caeté° (Gurupi)                 | Feliciano Coelho de Carvalho               | 1634 |
| Cabo Norte°                     | Bento Maciel Parente                       | 1637 |
| Marajó° (Ilha Grande de Joanes) | Antônio de Sousa de Macedo                 | 1655 |
| Campos dos Goitacases           | Martim Correia de Sá en João Correia de Sá | 1674 |
| Xingu°                          | Gaspar de Abreu de Freitas                 | 1685 |

## Soorten kapiteinschappen
Door deze ontwikkelingen zijn er verschillende soorten kapiteinschappen ontstaan:
- Eiland- en vastelandskapiteinschappen — naar de ligging.
- Permanente en tijdelijke kapiteinschappen — naar de duur van het beheer.
- Particuliere en Kroonskapiteinschappen — naar wie het in beheer gegeven heeft.

## Afschaffing
In het midden van de 16e eeuw begreep de Kroon al dat er aan de kolonisatie van Brazilië grote problemen en risico's verbonden waren. Daarom stuurde koning Johan III in 1548 de eerste gouverneur-generaal, Tomé de Sousa. Op 28 februari 1821, een jaar voor de onafhankelijkheid van Brazilië, werd het systeem definitief afgeschaft. De meeste kapiteinschappen gingen over in provincies, of werden bij andere provincies gevoegd.